# 篠崎武久
篠崎 武久（しのざき たけひさ）は、日本の経済学者。早稲田大学理工学術院教授。労働関係論文優秀賞受賞受賞。

## 略歴
1996年学習院大学経済学部経済学科卒業。1998年学習院大学大学院経済学研究科経済学専攻博士前期課程修了、経済学修士。2001年東京都産業労働局産業政策部政策調査研究員。2002年電力中央研究所経済社会研究所協力研究員。2003年学習院大学大学院経済学研究科経済学専攻博士後期課程単位取得満期退学、東京大学社会科学研究所助手、内閣府経済社会総合研究所客員研究員。
2004年労働政策研究・研修機構労働関係論文優秀賞受賞。2005年早稲田大学理工学部複合領域専任講師。2008年早稲田大学理工学術院創造理工学部社会文化領域准教授。2009年総務省統計局雇用失業統計研究会委員。2012年国立教育政策研究所客員研究員。2013年早稲田大学理工学術院創造理工学部社会文化領域教授。2014年学習院大学経済経営研究所客員所員。

## 著作
- 『事業所内従業員年齢構成と雇用変動の関係 : 再考』内閣府経済社会総合研究所 2004年